# Campile (ort i Irland)
Campile (iriska: Ceann Poill) är en ort i republiken Irland.   Den ligger i grevskapet Loch Garman och provinsen Leinster, i den sydöstra delen av landet, 130 km söder om huvudstaden Dublin. Campile ligger 12 meter över havet och antalet invånare är 411.
Terrängen runt Campile är huvudsakligen platt. Campile ligger nere i en dal. Runt Campile är det ganska glesbefolkat, med 38 invånare per kvadratkilometer. Närmaste större samhälle är Waterford, 12,1 km väster om Campile. Trakten runt Campile består i huvudsak av gräsmarker.